# أليكس هال
أليكس هال (بالإنجليزية: Alex Hall)‏ هو لاعب كرة قدم بريطاني (وحمل سابقاً جنسية المملكة المتحدة لبريطانيا العظمى وأيرلندا) في مركز الظهير، ولد في 6 نوفمبر 1908، وتوفي في 5 سبتمبر 1991. لعب مع نادي هيبرنيان.

## وصلات خارجية
- أليكس هال على موقع قاعدة بيانات كرة القدم.إي يو (الإنجليزية)